# Roland TR-909

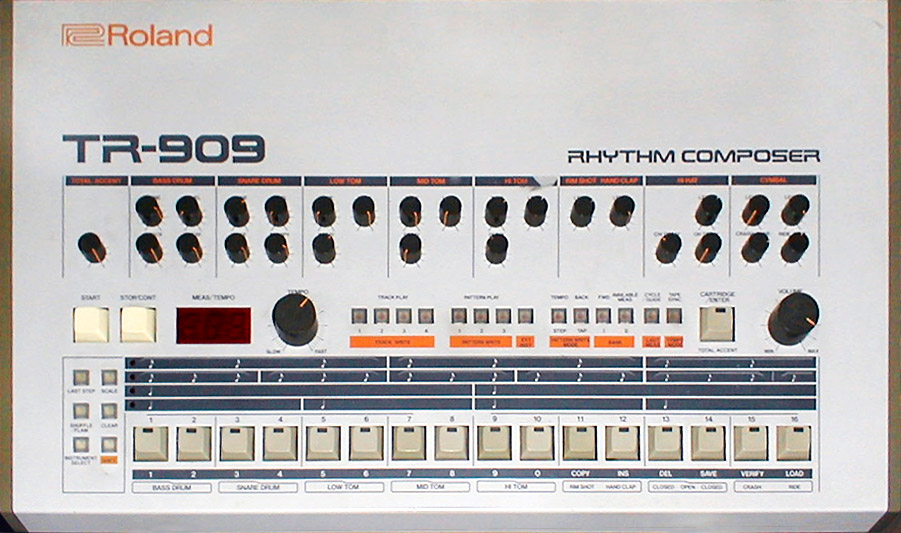
Roland TR-909

Roland TR-909 (TR av Transistor Rhythm), trummaskin skapad av Roland Corporation 1984, efterträdare till Roland TR-808. TR-909 är uppbyggd på såväl analogsynt- som samplingsteknik. Den är en populär trummaskin inom genrer som house, techno och hiphop. Den var dock inte speciellt populär när den släpptes; den ansågs låta alldeles för syntetisk.

## Ljud
TR-909:an innehåller följande ljud:
- bastrumma
- virveltrumma
- low tom
- mid tom
- high tom
- kantslag
- handklapp
- hihat (öppen eller stängd, dock ej samtidigt)
- cymbal (ridecymbal eller crashcymbal, men inte samtidigt)

Alla ljud skapas analogt av dedikerade oscillatorer, förutom hihat- och cymballjuden som består av 6-bitars samplingar.